# Catocala nymphaea
Catocala nymphaea là một loài bướm đêm thuộc họ Erebidae. Nó được tìm thấy ở miền nam Pháp, Ý, Hy Lạp, Corse, Sicilia, Kríti, Bắc Phi, Anatolia, Afghanistan và Kashmir.
Sải cánh dài 54–62 mm. Con trưởng thành bay từ tháng 7 đến tháng 8 tùy theo địa điểm.
Ấu trùng ăn Quercus ilex.

## Hình ảnh

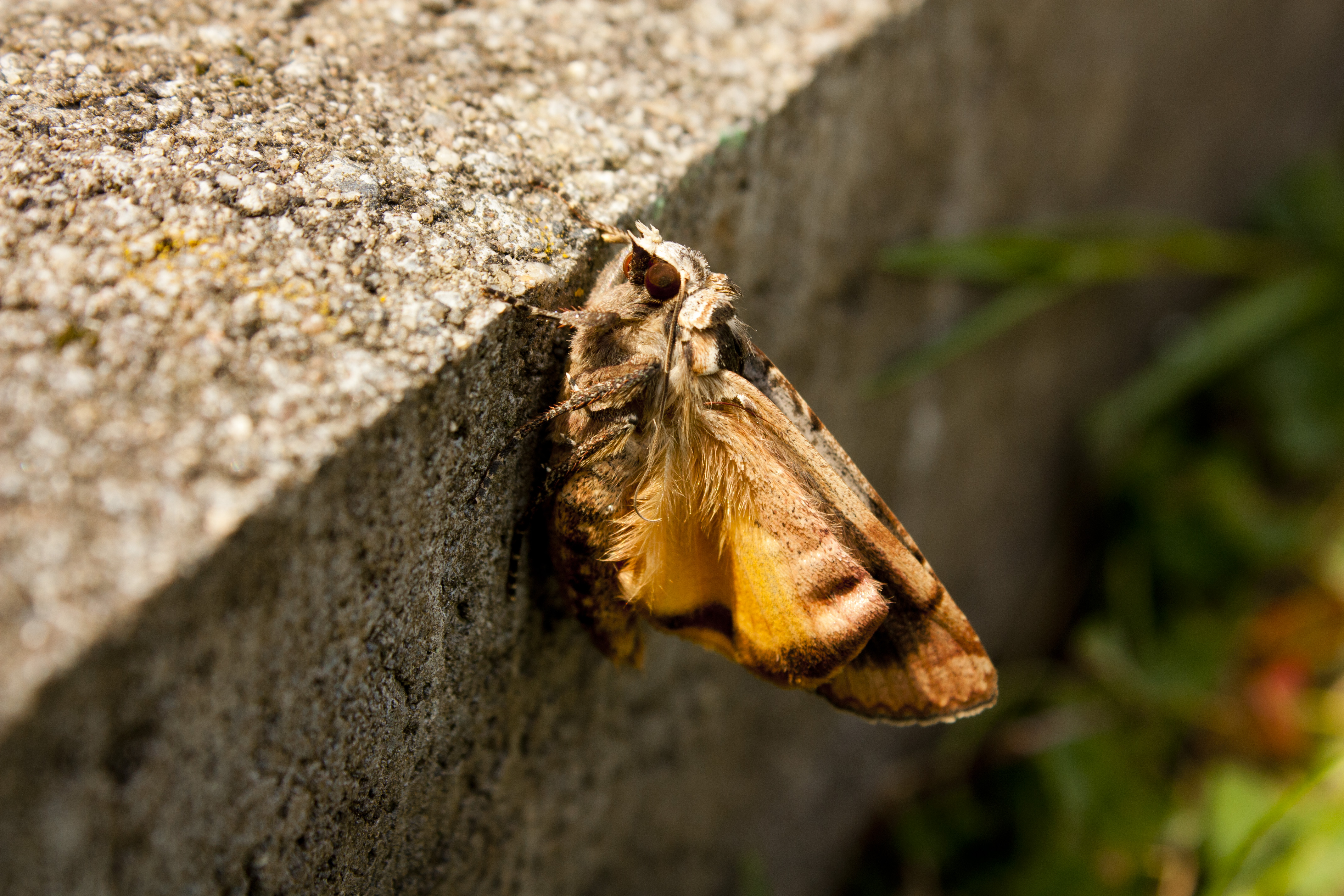